# Restauració Kenmu
La Restauració Kenmu (建武の新政, Kenmu no shinsei) va ser un període de la història japonesa que es va produir des de 1333 fins al 1336. És el període de tres anys entre la caiguda del shogunat Kamakura i l'arribada del shogunat Ashikaga, quan l'emperador Go-Daigo va tractar de restablir el control imperial enderrocat pel shogun. Durant aquest període a causa d'un conflicte que hi havia entre dues línies successòries s'havia d'exiliar però gràcies a un pacte de deficitari mutu amb Ashikaga Takauji va recobrar el tron al final de la guerra Genkō.
La lluita pel shogunat deixava l'emperador Go-Daigo amb massa gent reclamant un subministrament limitat de terra. Ashikaga Takauji es va girar contra seu amb el disgust de la distribució de les terres que es va fer. El 1336 Go-Daigo va ser desterrat una altra vegada, a favor d'un emperador nou.
Durant la restauració Kenmu, després de la caiguda del shogunat Kamakura el 1333, un altre shogun passatger sorgia. El príncep Moriyoshi, fill d'Emperor Go-Daigo, se li atorgava el títol de Sei-i Taishgun. Tanmateix, el príncep Moriyoshi va ser segrestat, posat sota arrest domiciliari i executat per Ashikaga Tadayoshi.

## La restauració Kenmu a la ficció
A la novel·la d'història alternativa Romanites de Sophia McDougall, la restauració Kemmy es converteix en un esdeveniment tan essencial en japonès, o Història de 'Nionian', com la restauració Meiji. En aquella continuïtat, l'emperador Go-Daigo tenia (subreptíciament) tecnologia de pólvora adquirida des d'un Imperi romà encara existent (i influència), i posava el treball preliminar perquè Nionia desafiï Roma per a la supremacia global als segles a venir.